# 이도형 (1933년)
이도형(李度珩, 1933년 6월 20일 ~ 2020년 4월 5일)은 군인 출신의 대한민국 언론인, 출판인이다.
1964년 조선일보 특별채용기자로 입사해 25년간 근속하면서 종군특파원(1966년),주일특파원(7년),논설위원(1985년), 관훈클럽 총무(1986년)을 지냈다.
1989년에 우익성향 잡지 한국논단을 창간해 활동하였다. 1997년의 "김대중 대통령 후보 사상 검증 청문회" 개최를 비롯해 국민의 정부, 참여정부, 386세대를 비난하면서 참여연대의 재정신청 대상 및 국가정보원의 도청 대상에 오른다.
1997년 5월 박홍이 제소되자 노재봉, 변호사 오제도 등 보수인사 70여명이 후원회를 조직할 때 그도 박홍 신부 석방 후원회에 동참하였다. 이때 당시 후원인단 대표를 맡았던 그는 언론에 '대표적인 반좌익 인사인 박 전 총장에 대한 탄압을 물리치기 위해 후원회를 만들었다'고 설명하였다.
1998년에는 대한민국 대통령 김대중을 친북좌파로 비난하였다가 고소되기도 했다.

## 학력
- 서울공립공업중학교 5학년 재학 중 6.25 참전
- 미국 육군공병학교 초등군사반 수료(1952년)
- 미국 육군보병학교 초등군사반 수료(1954년)
- 미국 육군심리전학교 초등군사반 수료(1955년)
- 대한민국 육군보병학교 고등군사반 수료(1956년)
- 대한민국 육군공병학교 고등군사반 수료(1957년)
- 대한민국 육군포병학교 고등군사반 수료(1958년)
- 대한민국 국방대학교 행정학사(1960년)
- 건국대학교 국어국문학과 학사(1963년)

## 경력
- 1950년 ~ 1964년 : 군 복무·육군 대위 예편
- 1964년 : 조선일보 입사
- 1966년 ~ 1967년 : 베트남 종군 특파원
- 1975년 : 일본 게이오기주쿠 대학 신문연구소 방문연구원
- 1976년 : 조선일보 외신부 차장
- 1978년 ~ 1985년 : 조선일보 주일본 특파원
- 1985년 : 조선일보 편집국 부국장
- 1985년 : 조선일보 논설위원
- 1985년 : 조선일보 통한문제연구소장
- 1989년 : 월간 한국논단 창간
- 1992년 : 일본 도쿄 대학 동양문화연구소 방문연구원
- 1993년 ~ 2020년 : 월간 한국논단 대표이사 겸 발행인

## 가족 관계
- 배우자 : 권오수
  - 1남 3녀 (이정민, 정선, 진경, 진욱)

## 같이 보기
| - 반공주의 - 조갑제 - 서정갑 - 김대중 - 이상돈 - 송복 - 손충무 - 전원책 - 홍일식 - 오제도 - 이회창 - 박용만 | - 한국논단 - 조선일보 - 국가주의 - 김동길 - 박관수 - 박홍 - 선우휘 - 홍관희 - 지만원 - 이동복 - 서길수 - 김필재 | - 김동문 - 이주천 - 이상돈 - 이회창 - 류근일 - 김성욱 - 윤치영 - 이주영 |